# Jonah Hauer-King

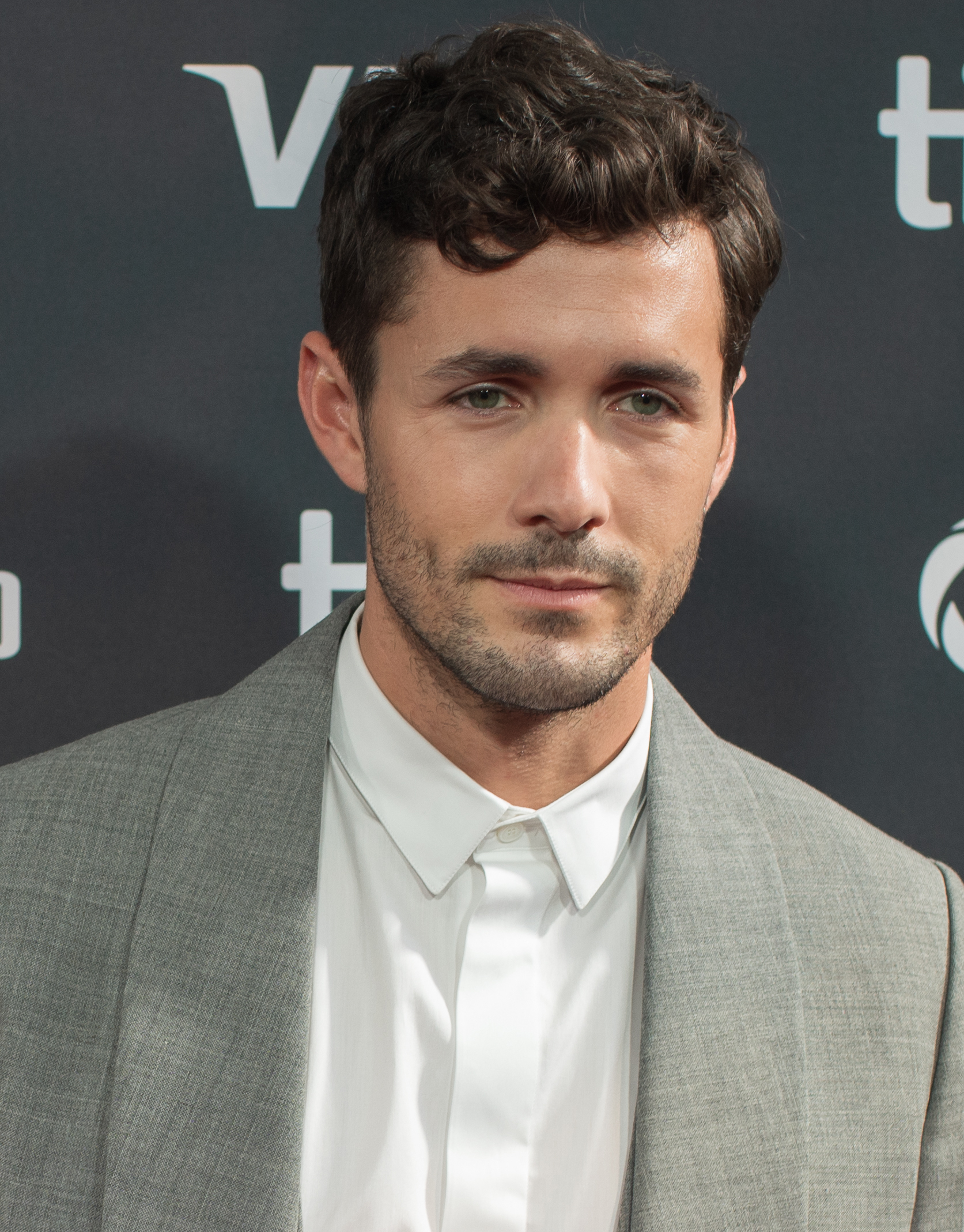
Jonah Hauer-King (2024)

Jonah Andre Hauer-King (* 30. Mai 1995 in Westminster, London) ist ein britisch-US-amerikanischer Schauspieler.

## Leben
Jonah Hauer-King wurde als Sohn der US-amerikanischen Theaterproduzentin Debra Hauer und des britischen Restaurantbetreibers Jeremy King in London geboren, wo er auch aufwuchs.
Er besuchte das Eton College, am dortigen Farrer Theatre sammelte er erste Schauspielerfahrungen und verkörperte 2012 die Titelrolle in Macbeth. Anschließend studierte er Theologie am St John’s College in Cambridge, wo er am ADC Theatre unter anderem in Rent als Roger und in Equus als Alan Strang auf der Bühne stand. 2016 gab er mit The Entertainer von John Osborne an der Seite von Kenneth Branagh als Archie als dessen Sohn Frank Rice sein Debüt am Garrick Theatre im Londoner West End.
Sein Filmdebüt in einem Langspielfilm gab er mit dem 2017 auf dem Edinburgh International Film Festival uraufgeführten The Last Photograph von Danny Huston als Luke Hammond. Außerdem war er 2017 in der BBC-Miniserie Howards End als Paul Wilcox und in der BBC-Miniserie Little Women an der Seite von Maya Hawke als Laurie Laurence zu sehen. 2018 übernahm er im Filmdrama Postcards from London die Rolle des David und in Ashes in the Snow an der Seite von Bel Powley die Rolle des Andrius Aras. Im BBC-Drama World on Fire (2019) über den Zweiten Weltkrieg spielte er neben Sean Bean, Helen Hunt und Lesley Manville den Übersetzer Harry Chase.
Im Spielfilm Die unglaublichen Abenteuer von Bella von Charles Martin Smith hatte er 2019 an der Seite von Ashley Judd als dessen Filmmutter Terri eine Hauptrolle als Assistenzarzt Lukas, der die herrenlose Hündin Bella bei sich aufnimmt. In der deutschsprachigen Fassung wurde er von Konrad Bösherz synchronisiert. Im November 2019 wurde bekannt, dass er in der Disney-Realverfilmung Arielle, die Meerjungfrau von Rob Marshall die Rolle des Prinzen Erik übernehmen soll.
Für die Dramaserie The Tattooist of Auschwitz von Sky und Peacock basierend auf dem Roman Der Tätowierer von Auschwitz: Die wahre Geschichte des Lale Sokolov von Heather Morris mit Anna Próchniak als Gita Furman wurde er für die Titelrolle als Lale Sokolov besetzt.

## Filmografie (Auswahl)
- 2014: The Maiden (Kurzfilm)
- 2014: Blue (Kurzfilm)
- 2015: Holding on for a Good Time (Kurzfilm)
- 2016: Regardez (Kurzfilm)
- 2016: Branagh Theatre Live: The Entertainer
- 2017: The Last Photograph
- 2017: Little Women (Fernsehserie)
- 2017: Howards End (Fernsehserie)
- 2018: Postcards from London
- 2018: Old Boys
- 2018: Ashes in the Snow
- 2019: Die unglaublichen Abenteuer von Bella (A Dog’s Way Home)
- 2019: The Song of Names
- 2019–2023: World on Fire (Fernsehserie)
- 2019: Agatha and the Curse of Ishtar (Fernsehfilm)
- 2021: This Is the Night
- 2022: The Flatshare (Fernsehserie)
- 2023: Arielle, die Meerjungfrau (The Little Mermaid)
- 2024: The Tattooist of Auschwitz (Miniserie)
- 2024: Wilhelm Tell (William Tell)
- 2024: Rich Flu
- 2025: The Threesome
- 2025: Doctor Who (Fernsehserie)
- 2025: Ich weiß, was du letzten Sommer getan hast (I Know What You Did Last Summer)